# Komi-Permjacký autonomní okruh

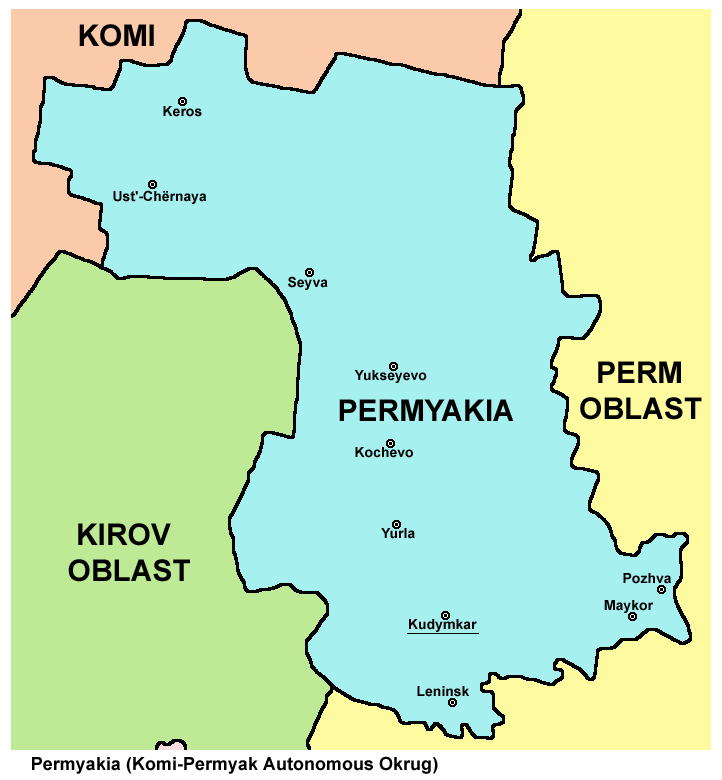
Mapa

Komi-Permjacký autonomní okruh (rusky Коми-Пермяцкий автономный округ) byl subjektem na východě evropské části Ruské federace. Na základě výsledku referenda z roku 2004 se region od 1. prosince 2005 sloučil s Permskou oblasti do nově vytvořeného Permského kraje, v jehož rámci bylo přeměněno v Komi-Permjacký okruh se zvláštním statusem. Metropolí okruhu autonomního okruhu bylo město Kudymkar, jež je nadále metropolí nástupnického okruhu.

## Historie
Region byl vytvořen jako správní celek pro Komi-Permjaky 26. února 1925, ale až do roku 1977 se nazýval Komi-Permjacký národnostní okruh. 7. října 1977 pak došlo k jeho přejmenování na Komi-Permjacký autonomní okruh.
1. prosince 2005 byl Komi-Permjacký autonomní okruh (společně s Permskou oblastí) spojen do Permského kraje.
Po sloučení do Permského kraje vznikl Komi-Permjacký okruh (již bez přízviska autonomní), administrativně teritoriální jednotka kraje se zvláštním statusem.

## Symboly

### Vlajka
Vlajka autonomního okruhu byla tvořena třemi vodorovnými pruhy: červeným, bílým a modrým. Uprostřed bílého pruhu byl emblém perna – kulturní symbol Komi-Permjackého národa.

## Administrativní členění
Komi-Permjacký autonomní okruh zahrnoval tyto rajóny (rusky Районы):
- Gajinský rajón (Гайнский район)
- Kočevský rajón (Кочевский район)
- Kosinský rajón (Косинский район)
- Kudymkarský rajón (Кудымкарский район)
- Jurlinský rajón (Юрлинский район)
- Jusvenský rajón (Юсьвинский район)